# 1990 EN1
1990 EN1 är en asteroid i huvudbältet som upptäcktes den 2 mars 1990 av den belgiske astronomen Eric W. Elst vid La Silla-observatoriet.
Asteroiden har en diameter på ungefär 11 kilometer och den tillhör asteroidgruppen Dora.